# Меоти
Меоти (стгрч. Μαιῶται, лат. Maeōtae) заједнички је назив за групу античких племена која су током првог миленијума пре нове ере насељавала источне и југоисточне обале Азовског мора. Територија коју су насељавали у античком периоду је била позната и као Меотија, а захваљујући свом мочварном карактеру била је позната и као Меотијска мочвара. највећи део античке меотије је током IV и III века пре нове ере ушао у састав Босфорског краљевства.
Поједини историчари сматрају да су Меоти били први индоевропски насељеници Приазовља, односно да су припадали епохи „јамне културе” (познате и као „Култура јамног гроба” или „Култура окерног гроба”). Руски истраживач и палеонтолог Едуард Ејхваљд сматрао је у своје време (XIX век) да су Меоти подгрупа Хиндуса насељена на обалама Црног мора. Иако неки палеолингвисти сматрају да су древни меоћани говорили језиком који је припадао групи индо-аријских језика, Велика совјетска енциклопедија сврстава њихов језик у черкеску групу иранских језика.
Древни Меоћани су били многобошци, обожавали су природне силе и углавном су се бавили земљорадњом. Велику пажњу су посвећивали погребним обичајима и бризи за покојнике. Мртве су сахрањивали у јамамау згрченом положају, а у гробнице су постављани и предмети који би покојнику служили у загробном животу (посуђе, оружје, оруђе, одећу, накит). Изнад сваке јаме постављани су земљани насипи − кургани.
Најстарији писани помени о Меоћанима потичу од старогрчког логографа Хеланика са Лезбоса. Римски историчар Страбон их је описивао као ратоборна варварска племена која живе од риболова и земљорадње.